# Star Academy Revolution
 (décembre 2023).
Si vous disposez d'ouvrages ou d'articles de référence ou si vous connaissez des sites web de qualité traitant du thème abordé ici, merci de compléter l'article en donnant les références utiles à sa vérifiabilité et en les liant à la section « Notes et références ».
En pratique : Quelles sources sont attendues ? Comment ajouter mes sources ?
 (juin 2025).
La neuvième saison de Star Academy, ou Star Academy Revolution, émission française de téléréalité musicale, est diffusée sur NRJ 12 (France) et AB3 (Belgique) du 6 décembre 2012 au 28 février 2013.
Pendant plusieurs semaines, quatorze candidats reçoivent une formation artistique au sein d'un château différent des saisons précédentes. Les élèves sont évalués par les professeurs à travers les primes et les évaluations. Ils se produisent chaque jeudi sur le plateau de l'émission télévisée, aux côtés d'artistes invités venus partager des duos. Chaque semaine, les trois moins bons élèves sont soumis au vote du public et l'un d'entre eux quitte le télé crochet. À l'issue du programme, le vainqueur remporte un contrat avec la maison de disques AZ/Universal afin d'enregistrer un album.
Cette saison est montée à la suite du rachat des droits du programme par NRJ 12 au mois d'octobre 2011. La huitième saison de Star Academy sur TF1 a été diffusée en 2008.
Les primes sont présentés par Matthieu Delormeau et Tonya Kinzinger. La directrice de cette promotion est Charlotte Valandrey et les chanteurs Enrique Iglesias, M. Pokora et Will.i.am en sont les parrains. La gagnante est Laurène Bourvon.
L'hymne de cette neuvième saison est Parce qu'on vient de loin du chanteur Corneille,.

## Générique
Le générique sonore de cette saison est Revolution d'Ocean Drive.

## L'Academy

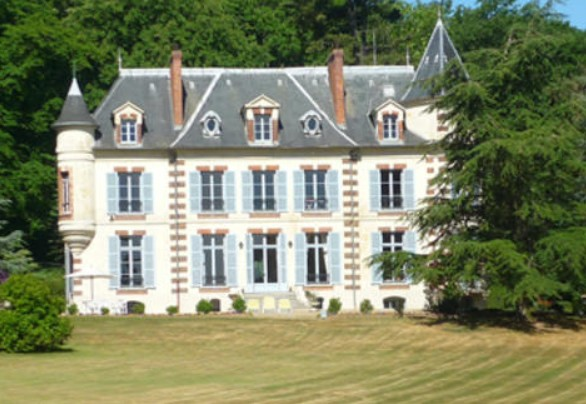
Le château de la Geneste.

Pour cette neuvième saison de Star Academy, les candidats logent dans le château de la Geneste, au cœur d'un vaste domaine du village de Châteaufort (Yvelines).
Ce château offre 450 m2 dédiés à la vie et aux cours, auxquels s'ajoute un grand chapiteau, monté dans le parc de 5 000 m2, où sont donnés les cours de danse, de sport et où ont lieu les évaluations. À l'intérieur du château se trouvent au rez-de-chaussée le salon, une salle de cours, la cuisine, un studio avec un piano servant pour les répétitions et le fameux téléphone utilisable toujours à raison d'une minute par jour et par élève. Au 1er étage se situent trois chambres : la première ornée de vert et noir et équipée de quatre lits, la seconde décorée de bleu et équipée également de quatre lits, tandis que la troisième est aménagée en rouge et gris et équipée de six lits. À côté des chambres se situent la salle d'interview et le bureau de la directrice,.
Contrairement aux saisons précédentes, il n'est pas possible de suivre la vie des habitants en direct 24 heures sur 24.

## Gagnante

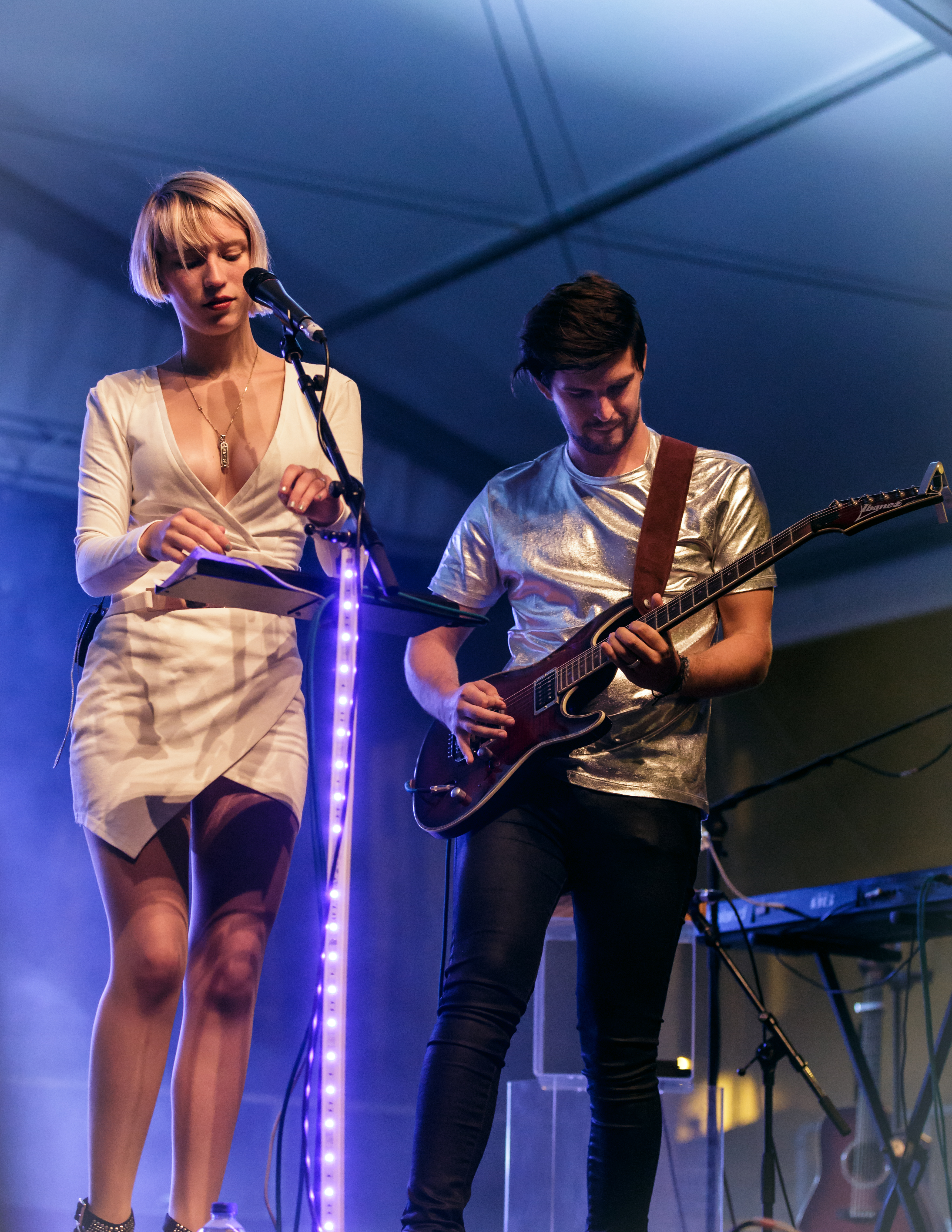
Laurène et Louis en 2016.

Née le 25 mai 1994, Laurène Bourvon est chanteuse dans le groupe The Dreamers (devenu Lunis en 2019), qui s'est créé à la suite de sa rencontre avec Louis en 2010. Elle fut sélectionnée pour participer aux épreuves du théâtre de la neuvième saison de Nouvelle Star auxquelles elle ne s'est pas rendue à la suite de sa sélection à Star Academy.
Le lendemain de sa victoire, Laurène signe un contrat chez AZ mais quitte Universal sans sortir d'album à la suite de désaccords artistiques. Elle fait la première partie du concert de Justin Bieber à Strasbourg le 8 avril 2013. En duo avec son compagnon Louis, son premier single Love or Die sort le 25 janvier 2016.

## Candidats
| Prénom   | Nom complet      | Âge    | Ville                 | Statut                            | Réf(s) |
| -------- | ---------------- | ------ | --------------------- | --------------------------------- | ------ |
| Laurène  | Laurène Bourvon  | 18 ans | Kernével              | Gagnante le 28 février 2013       | ,      |
| Zayra    | Zayra Setouty    | 25 ans | Hyères                | Finaliste le 28 février 2013      | [ 16 ] |
| Daniel   | Daniel Loeillot  | 21 ans | Créteil               | Demi-finaliste le 21 février 2013 | ,      |
| Sidoine  | Sidoine Rémy     | 25 ans | Versailles            | Demi-finaliste le 14 février 2013 | ,      |
| Vanina   | Vanina Pietri    | 23 ans | Versailles            | Éliminée le 7 février 2013        | ,      |
| Romain   | Romain Jeunot    | 23 ans | Marseille             | Éliminé le 7 février 2013         | [ 23 ] |
| Nancy    | Nancy Logan      | 24 ans | Saint-Denis           | Éliminée le 31 janvier 2013       | ,      |
| Pauline  | Pauline Maserati | 18 ans | Béziers               | Éliminée le 24 janvier 2013       | ,      |
| Tony     | Tony Bredelet    | 23 ans | Paris                 | Éliminé le 17 janvier 2013        | ,      |
| Mathilde | Mathilde Lompret | 20 ans | Saint-Raphaël         | Éliminée le 10 janvier 2013       | ,      |
| Louis    | Louis Mével      | 21 ans | La Forêt-Fouesnant    | Éliminé le 3 janvier 2013         | ,      |
| Jimmy    | Jimmy Weber      | 25 ans | Yverdon ( Suisse)     | Éliminé le 27 décembre 2012       | ,      |
| Tad      | Taddéus Fray     | 21 ans | Bruxelles ( Belgique) | Éliminé le 20 décembre 2012       | [ 35 ] |
| Manika   | Manika Auxire    | 23 ans | Blanzac               | Éliminée le 13 décembre 2012      | ,      |

## Corps professoral

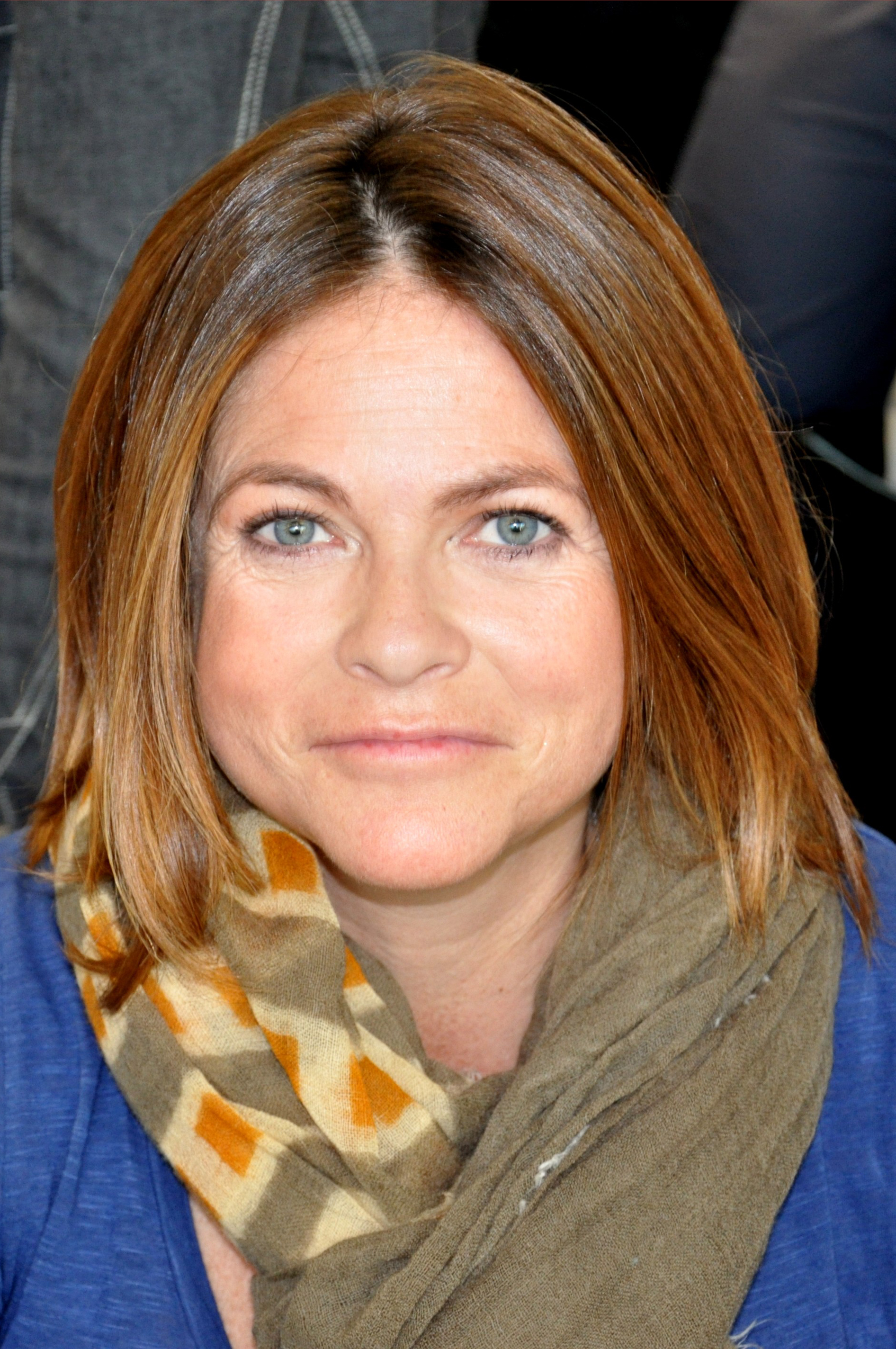
La directrice, Charlotte Valandrey.

Pour cette neuvième saison, le corps professoral est entièrement inédit. L'actrice Charlotte Valandrey, notamment interprète de Myriam Cordier dans la série télévisée Les Cordier, juge et flic, occupe le poste de directrice.
L'auteure-compositrice-interprète Juliette Solal se charge des cours d'expression scénique, tandis que le chanteur Rachid Ferrache, ayant notamment collaboré avec Véronique Sanson ou Maurane, enseigne le chant aux élèves. Les cours de danse sont quant à eux assurés par Haspop, double champion du monde de hip-hop (2003 et 2007), ancien collaborateur de David Guetta et d'Alicia Keys, et ancien candidat de La France a un incroyable talent sur M6. Pascal Soetens, ex-animateur de l'émission Pascal le grand frère sur TF1, devient coach sportif et mental. Le musicien Stefan Filey, ayant notamment accompagné sur scène plusieurs artistes comme Mariah Carey, Céline Dion, Patricia Kaas ou Pascal Obispo, devient quant à lui répétiteur. Enfin, Zaïa Haddouche, directrice de promotion chez EMI Music, se charge de la gestion d'image des élèves.
| Matières/statut                            | Professeurs         |
| ------------------------------------------ | ------------------- |
| Directrice                                 | Charlotte Valandrey |
| Professeur de chant                        | Rachid Ferrache     |
| Professeur d'expression scénique           | Juliette Solal      |
| Professeur de danse                        | Haspop              |
| Professeur d'éducation physique et mentale | Pascal Soetens      |
| Répétiteur                                 | Stefan Filey        |
| Gestion d'image                            | Zaïa Haddouche      |

## Changements

### Les groupes
Chaque semaine, lors du prime, les élèves sont divisés en trois groupes d'au plus cinq personnes. Chaque groupe doit revisiter un tube et présenter un tableau personnel, sur lequel les élèves sont notés par les professeurs.
- Le « Meilleur élève du prime » a la priorité pour la constitution de son groupe. Trois chansons lui sont proposées, parmi lesquelles doit être choisie celle à interpréter lors du prime suivant.
- Ce même meilleur élève désigne ensuite le leader du deuxième groupe, ce dernier choisissant ensuite le leader du troisième groupe. Ces leaders composent à leur tour leurs équipes et choisissent les titres à interpréter.
- Pour chaque groupe, les élèves doivent se concerter pour se répartir l'interprétation de la chanson, et décider de la mise en scène, de la chorégraphie, ainsi que des tenues à porter. Les membres d'un même groupe doivent répéter ensemble, et le leader doit maintenir l'esprit d'équipe.
- Le soir du prime, chaque groupe présente sa création, et les élèves sont jugés sur la qualité de leurs prestations. La note compte pour les évaluations de la semaine suivante.

### Le professionnel
Lors de chaque prime, un professionnel (de la télévision, de la radio ou d'une maison de disque) est présent pour juger les prestations des élèves. À la fin de chaque prime, ce professionnel désigne qui est, selon lui, le meilleur élève de la soirée (meilleure progression, meilleure expression de la sensibilité artistique, meilleure réinterprétation d'une chanson...)
Le « Meilleur élève du prime » bénéficie notamment :
- d'une exemption des évaluations de la semaine suivante
- d'un duo avec un artiste au prime suivant
- du statut de leader d'un groupe, et donc du choix de son univers artistique et de sa constitution

## Artistes invités
Liste des invités venus partager des duos avec les élèves, en direct sur les primes du jeudi soir : 
| Épisode | Diffusion        | Invités                                                                                          | Référence |
| ------- | ---------------- | ------------------------------------------------------------------------------------------------ | --------- |
| 1       | 6 décembre 2012  | Florent Pagny - M. Pokora - Emeli Sandé - Ocean Drive                                            | [ 43 ]    |
| 2       | 13 décembre 2012 | Birdy - Amel Bent - Marlon Roudette - Corneille                                                  | [ 44 ]    |
| 3       | 20 décembre 2012 | Jenifer - Circus - Tal - Serge Lama - Cauet                                                      | [ 45 ]    |
| 4       | 27 décembre 2012 | Shy'm - Superbus - Khaled - Keen'V                                                               | [ 46 ]    |
| 5       | 3 janvier 2013   | Alizée - Lââm - DJ Mam's - Jessy Matador - Julie Zenatti                                         | [ 47 ]    |
| 6       | 10 janvier 2013  | 1789 : Les Amants de la Bastille - Bastian Baker - Julian Perretta - BB Brunes                   | [ 48 ]    |
| 7       | 17 janvier 2013  | Patrick Bruel - Sheryfa Luna - Big Ali & Wati B                                                  | [ 49 ]    |
| 8       | 24 janvier 2013  | Mika - Youssoupha - Zaho - Mickaël Miro                                                          | [ 50 ]    |
| 9       | 31 janvier 2013  | Zucchero - Chimène Badi - Conor Maynard - Laza Morgan                                            | [ 51 ]    |
| 10      | 7 février 2013   | Génération Goldman (M. Pokora, Leslie, Tal, Merwan Rim et Ivyrise (en)) - Sexion d'Assaut        | [ 52 ]    |
| 11      | 14 février 2013  | Christophe Willem - Axel Tony - The Lumineers                                                    | [ 53 ]    |
| 12      | 21 février 2013  | Bruno Mars - Olly Murs - Emmanuel Moire - Tal - Maxime Dereymez - Katrina Patchett - Opus Jam    | [ 54 ]    |
| 13      | 28 février 2013  | M. Pokora - Josh Groban - La Fouine - Mickaël Miro - Brice Conrad - Tous les élèves de la saison | [ 55 ]    |

## Faits marquants
- La soirée du 3 janvier 2013 est marquée par de nombreuses erreurs techniques et aléas du direct. On note entre autres le lancement d'une mauvaise bande-son lors de l'interprétation de Sweet Dreams par Vanina, un micro ouvert pendant le magnéto précédant cette prestation ou encore l'annonce par Rachid Ferrache de la présence du père de Vanina sur le plateau, alors qu'il devait s'agir d'une surprise[93],[68],[94].

- Lors de la soirée du 10 janvier 2013, l'émission télévisée s'est terminée sous les huées du public présent sur le plateau à la suite de l'annonce de l'élimination de Mathilde. Les candidats préférant garder Tony parmi eux alors que la jeune fille est préférée par les spectateurs sur place[95].

- Le prime du 31 janvier 2013 a été également émaillé d'incidents : Laurène et Daniel ont dû chanter a cappella la chanson Mistral Gagnant de Renaud, à la suite d'un problème avec le piano[51].

- Lors de la finale, le rappeur La Fouine a fait savoir à Zayra qu'il aimerait collaborer avec elle par la suite[92].

## Audiences

### En France
| Numéro | Date             | Téléspectateurs | Parts de marché (sur les 4 ans et plus) | Classement des audiences de la soirée | Référence |
| ------ | ---------------- | --------------- | --------------------------------------- | ------------------------------------- | --------- |
| 1      | 6 décembre 2012  | 1 621 000       | 7,2 %                                   | 3e                                    | [ a 1 ]   |
| 2      | 13 décembre 2012 | 1 000 052       | 4,5 %                                   | 5e                                    | [ a 2 ]   |
| 3      | 20 décembre 2012 | 1 039 000       | 4,4 %                                   | 5e                                    | [ a 3 ]   |
| 4      | 27 décembre 2012 | 1 148 000       | 4,9 %                                   | 8e                                    | [ a 4 ]   |
| 5      | 3 janvier 2013   | 1 299 000       | 5,2 %                                   | 6e                                    | [ a 5 ]   |
| 6      | 10 janvier 2013  | 1 337 000       | 5,7 %                                   | 5e                                    | [ a 6 ]   |
| 7      | 17 janvier 2013  | 1 195 000       | 5,2 %                                   | 6e                                    | [ a 7 ]   |
| 8      | 24 janvier 2013  | 1 272 000       | 5,6 %                                   | 5e                                    |           |
| 9      | 31 janvier 2013  | 1 230 000       | 5,5 %                                   | 5e                                    | [ a 8 ]   |
| 10     | 7 février 2013   | 1 230 000       | 5,2 %                                   | 5e                                    | [ a 9 ]   |
| 11     | 14 février 2013  | 916 000         | 4,1 %                                   | 8e                                    |           |
| 12     | 21 février 2013  | 1 077 000       | 4,7 %                                   | 7e                                    |           |
| 13     | 28 février 2013  | 1 300 000       | 5,6 %                                   | 5e                                    | [ a 10 ]  |

Légende :
- Les plus hauts chiffres d'audience
- Les plus bas chiffres d'audience

### En Belgique
| Numéro | Date             | Téléspectateurs | Parts de marché (sur les 4 ans et plus) | Classement des audiences de la soirée | Référence |
| ------ | ---------------- | --------------- | --------------------------------------- | ------------------------------------- | --------- |
| 1      | 6 décembre 2012  | 165 500         | 13,2 %                                  | -                                     | [ a 11 ]  |
| 2      | 13 décembre 2012 | 135 200         | 9,2 %                                   | -                                     | [ a 2 ]   |
| 3      | 20 décembre 2012 | -               | -                                       | -                                     |           |
| 4      | 27 décembre 2012 | 97 700          | 6,5 %                                   | -                                     | [ a 12 ]  |
| 5      | 3 janvier 2013   | 133 200         | 8,5 %                                   | 7e                                    | [ a 13 ]  |
| 6      | 10 janvier 2013  | -               | -                                       | -                                     |           |
| 7      | 17 janvier 2013  | -               | -                                       | -                                     |           |
| 8      | 24 janvier 2013  | -               | -                                       | -                                     |           |
| 9      | 31 janvier 2013  | -               | -                                       | -                                     |           |
| 10     | 7 février 2013   | 73 300          | 5,2 %                                   | -                                     | [ a 14 ]  |
| 11     | 14 février 2013  | 86 600          | 5,4 %                                   | -                                     |           |
| 12     | 21 février 2013  | 80 000          | 6 %                                     | -                                     | [ a 15 ]  |
| 13     | 28 février 2013  | 114 100         | 8,3 %                                   | -                                     | [ a 16 ]  |